# Anostirus castaneus
Anostirus castaneus is een keversoort uit de familie van de kniptorren (Elateridae). De wetenschappelijke naam van de soort is gepubliceerd als  Elater castaneus in 1758 door Linnaeus in de tiende editie van Systema naturae.